# Луїза Собрал
Луїза Собрал (порт. Luísa Vilar Braamcamp Sobral; нар. 18 вересня 1987, Лісабон) — португальська співачка, авторка пісень, композиторка та музикантка. Стала відомою у 2003 після того, як посіла третє місце в першому сезоні конкурсу «ídolos», португальської версії ідолів. Пізніше склала пісню «Amar Pelos Dois» (Любов між двома), яка перемогла на Євробаченні 2017 від Португалії у виконанні її брата Сальвадора Собрала.

## Життя і кар'єра

### Раннє життя і кар'єра
Луїза Собрал народилася в Лісабоні, жила у США протягом дитинства. Батьки: Luísa Maria Cabral Posser Villar, Salvador Luís Cabral Braamcamp Sobral. Її батько є нащадком Hermano José Braamcamp de Almeida Castelo Branco, португальського дворянина XIX століття і політика італійського походження. Її молодший брат Сальвадор є також співаком. Перші імена дітей повторюють імена батьків.
Навчалася у музичному коледжі Берклі в Бостоні, закінчивши його в 2009 році.
У 2003 році, у 16 років, Луїза пробувалася на перший сезон конкурсу «ídolos», португальської версії ідолів. В підсумку посіла третє місце в конкурсі. Після конкурсу «ídolos» взяла перерву від музики, щоб зосередитися на своїй освіті.

### 2011–нині: Професійна кар'єра
Собрал повернулася в музичну індустрію в 2011 році, випустивши дебютний студійний альбом «The Cherry on the Cake» (Вишенька на торті). Альбом досяг № 3 у португальському чарті. Її другий студійний альбом «There's a Flower in My Bedroom» (Там є квітка в моїй спальні) вийшов 2013 року, і третій «Lu-Pu-I-Pi-Sa-Pa» (Лю-Пу-І-Пі-Са-Па) у 2014.
У 2016 році Собрал випустила четвертий студійний альбом, «Луїза», записаний у Лос-Анджелесі. У тому ж році вона склала пісню «Amar pelos dois» («Любов поміж двома») для фестивалю «Festival da Canção 2017». Пісню виконав її молодший брат Сальвадор. Пісня стала переможницею фестивалю, і була таким чином обрана представляти Португалію на Євробаченні 2017. Під час перших репетицій до конкурсу в Києві Луїза заміняла Сальвадора на сцені через його проблеми зі здоров'ям. Під час фіналу на 13 травня 2017 року пісня була оголошена переможницею, ставши першою в історії перемогою для Португалії і встановивши рекорд за найбільшу кількість балів. Луїза виконала пісню з Сальвадором під час переможного виступу на біс.

## Дискографія

### Студійні альбоми
- The Cherry on the Cake (2011)
- There's a Flower in My Bedroom (2013)
- Lu-Pu-I-Pi-Sa-Pa (2014)
- Luísa (2016)

### Сингли
- «Not There Yet» (2011)
- «Xico» (2011)
- «Mom Says» (2013)
- «My Man» (2016)
- «Alone» (2016)

## Особисте життя
Луїза оголосила про свою вагітність у січні 2016 року, хоча й не повідомила, хто батько дитини.